# Операция Freakout
Операция Freakout (англ. Operation Freakout) — тайный план Церкви саентологии, согласно которому была сделана попытка поместить американскую журналистку и писательницу Полетт Купер в тюрьму или в психиатрическое учреждение. План начал воплощаться в жизнь в 1976 году в виде ряда судебных исков и скрытых преследований с целью обезвредить, как вероятную угрозу, Купер за опубликованную ею в 1971 году критическую книгу «Скандал саентологии». В 1977 году во время расследования деятельности Церкви саентологии Федеральное бюро расследований обнаружило документальные свидетельства об операции и её воплощении в отношении Купер, что заставило саентологов провести с Купер внесудебное урегулирование всех претензий.

## Предпосылки
Полетт Купер, являясь независимой журналисткой и писательницей, начала исследовать саентологию в 1968 году и публиковать критические статьи в журнале Queen в 1969 году. Церковь саентологии незамедлительно подала в суд на издание, как и на десяток других.
Не испугавшись, Купер собрала имевшиеся у неё сведения в книгу «Скандал саентологии», которая была издана в 1971 году в Нью-Йорке Tower Publications, Inc. В декабре того же года от Церкви саентологии последовало исковое заявление на сумму 300 000 $ с формулировкой за «неправдивые, клеветнические и оскорбительные высказывания» в отношении истца.

## 1972—1976: Операции «Даниил» и «Динамит»
Купер находилась под неусыпным вниманием саентологической спецслужбы, известной как Охранный отдел. Уже 29 февраля 1972 года Джейн Кембер, являвшаяся третьим человеком в саентологической иерархии, направила предписание заместителю начальника Охранного отдела по разведке Терри Мильнеру, в котором указывает собирать сведения о Купер так, чтобы она могла быть подвергнута «обработке». В свою очередь, Мильнер касательно Купер приказал свои подчинённым «напасть на неё столькими способами, сколькими возможно» и приложил усилия к «широкой огласке сексуальной жизни ПК», что нашло своё отражение в операции «Даниил».
В свою очередь, Полетт Купер выдвинула 30 марта 1972 года встречный иск, в котором потребовала выплатить 15,4 миллиона $ за продолжающиеся преследования со стороны саентологов. Тем не менее, Церковь саентологии усилила преследования, размещая имя и контактный телефон Купер на уличных стенах, чтобы та получала хулиганские звонки, а также включили в список порнографической рассылки. Кроме того, Купер получала анонимные сообщения с угрозами смерти, а её соседи получали письма, в которых утверждалась, что Купер страдает венерическими заболеваниями.
В декабре 1972 года Церковь саентологии начала проводить против Купер новую операцию под названием «Динамит». В этом месяце женщина-саентолог проникла под предлогом сбора пожертвований для United Farm Workers в квартиру Купер и похитила её канцелярские принадлежности. Спустя несколько дней Церковь саентологии «получила» два анонимных письма с угрозами взрыва бомбы. В мае 1973 года Купер были предъявлены обвинения в подготовке террористического акта, и она предстала перед федеральным большим жюри, поскольку было установлено, что угрозы были написаны на канцелярских принадлежностях, содержавших отпечатки пальцев Купер.
Обвинения с Купер были сняты nolle prosequi федеральным прокурором США в 1975 году, но лишь два года спустя ФБР во время обыска в саентологическом Охранном отделе обнаружило документальные свидетельства того, что именно его сотрудники отправили анонимные сообщения с угрозами. Так, в меморандуме двое сотрудников Охранного отдела отчитались об успешном выполнении поставленных задач следующим образом: «Привлечены для того, чтобы подвести госпожу Лавли под арест за преступление, которое она не совершала. Она была привлечена судом за это преступление».
В 1975 году Церковь саентологии подала исковые заявления против Купер в Великобритании и США, а в 1976 году в Австралии.
Церковь саентологии импортировала книгу Купер в зарубежные страны с целью проведения судебных процессов в тех юрисдикциях, где законы против клеветы строже, чем в США.

## 1976: Операция Freakout
Весной 1976 года руководство Охранного отдела решило провести новую операцию против Купер с целью «поместить П. К. в психиатрическую больницу или тюрьму, или, по крайней мере, нанести по ней столь сильный удар, чтобы она прекратила нападать». Плановый документ от 1 апреля 1976 года гласит, что следует «выбить у ПК почву из под ног, так, что она не сможет нападать на ЦС [Церковь саентологии]».
В своём первоначальном виде операция Freakout состояла из трёх разных планов (или «каналов», как их называли в Охранном отделе):
1. Женщина, подражающая голосу Купер, звонит с угрозами взрыва в арабские консульства в Нью-Йорке
2. Письма с угрозами взрыва отправляются в консульства арабских стран таким образом, чтобы было понятно, что их автором является Купер (еврейка по происхождению)
3. Саентолог-доброволец в прачечной выдаёт себя за Купер и выступает с угрозами террористического акта в отношении действующего президента Джеральда Форда и государственного секретаря Генри Киссинджера. В свою очередь, другой саентолог сообщает о случившемся в ФБР.

Два дополнительных плана были присоединены к операции Freakout 13 апреля 1976 года. Четвёртый план состоял в сборе агентами-саентологами сведений о Купер для обеспечения успеха первых трёх планов. Пятый план заключался в звонке в арабские посольства от имени Купер с угрозами взрыва. Шестой и окончательный план был добавлен позднее. Фактически был перезапущен план «Динамит». Сотрудник Охранного отдела Брюс Рэймонд отметил в служебной записке: «Этот дополнительный канал [шестой план] действительно должен был поставить её на место. Сообща с другими каналами. ФБР уже полагают, что она отправила угрозы взрыва ЦС [в 1972 году]».
31 марта 1976 года Джейн Кембер отправила по телексу новые сведения для заместителя начальника Охранного отдела Хеннинга Хельдта: «ПК [Полетт Купер] по-прежнему не желает платить деньги, но решение уже в н. в. [настоящем времени] … Пусть её адвокат выйдет на связь, а также устрой для ПК появление таких данных, чтобы могли шлёпнуть листами по ней. Если пожелаешь легальные документы, мы отсюда предоставим. Затем, если она по-прежнему будет отказываться соглашаться, мы шлёпнем по ней листами до того, как она достигнет КУ [Клируотер], а мы не хотим выглядеть в глазах общественности жестокими к такой жалкой жертве концентрационного лагеря».

## Разоблачение и последствия
В конечном счёте операция Freakout не была введена в действие, поскольку 11 июля 1976 года два саентологических агента Майкл Мейснер и Джеральд Беннет Вулфи были задержаны при попытке взлома суда в Вашингтоне в рамках продолжавшейся Охранным отделом операции «Белоснежка». Охранный отдел был занят весь следующий год попытками замять скандал, даже разрабатывая план похищения Мейснера с целью оградить его от внешнего мира и не позволить дать показания. Церковь саентологии стремилась поскорее закончить противостояние с Купер, предложив ей внесудебное урегулирование при условии, что она не будет переиздавать и комментировать свою книгу «Скандал саентологии», а также даст согласие на передачу авторского права Церкви саентологии в пределах Калифорнии.
Однако 8 июля 1977 года ФБР провело обыск в офисах саентологов в Лос-Анджелесе и Вашингтоне и изъяло более 48 тысяч документов. Они показали, в какой степени Церковь саентологии причастна к проведению «преступных кампаний по очернению, взломам и кражам … против частных и государственных лиц и организаций», как это определил государственный обвинитель правительства США. В дальнейшем документы получили открытый доступ, что позволило Купер и другим людям узнать о всех тонкостях операции «Выбешивание».
Также из аффидавита Марджери Уэйкфилд следовало, что в конце 1977 года в Охранном отделе состоялось совещание, на котором было запланировано два убийства. Первой жертвой должен был стать молодой человек, который сбежал от саентологов, но затем был возвращён, а второй следовало стать Полетт Купер, которую должны были застрелить.
Хотя никто не понёс наказания за преследование Купер, тем не менее правительство США начало проводить широкую деятельность по расследованию преступлений членов Церкви саентологии. Так, жена Лафайета Рона Хаббарда — Мэри Сью Хаббард, а также другие саентологи — Джейн Кембер, Хеннинг Хельдт, Моррис Бадлонг, Дюк Снайдер, Дик Уэиганд, Грэг Уиллардсон, Митчелл Герман и Синди Рэймонд были привлечены к уголовной ответственности и признаны федеральным большим жюри виновными в краже, краже со взломом, сговоре и других преступлениях. За исключением Кембер и Бадлонга все подсудимые полностью признали неоспоримость представленных доказательств. Кембер и Барлонг предстали перед судом позднее, когда были экстрадированы из Великобритании. Все указанные лица были признаны виновными в совершённых преступлениях и приговорены к тюремным срокам до четырёх лет. Причём судебное заседание прошло в том самом суде, в который саентологи пытались проникнуть.
В период 1970—1980-х годов Церковь саентологии подала по меньшей мере 19 судебных исков против Купер, которая считает их частью «обыкновенной саентологической кампании с использованием грязных приёмов», а её адвокат Майкл Флинн отмечал, что иски саентологов были мотивированы заявлениями Хаббарда, что их цель заключается в «преследовании и воспрепятствовании». Купер отозвала свои встречные исковые требования против саентологии после того, как в 1985 году добилась внесудебного урегулирования.